# De Leidsche Flesch
De Leidsche Flesch is de studievereniging voor de studenten Natuurkunde, Sterrenkunde, Wiskunde en Informatica aan de Universiteit Leiden, en is in 1923 opgericht met steun van de natuurkundige Paul Ehrenfest. De vereniging bevordert het contact tussen de studenten onderling door middel van gezelligheidsactiviteiten en draagt bij aan de wetenschappelijke en academische vorming van haar leden door het organiseren van lezingen, excursies en studiereizen, en is daarnaast een initiatiefnemer achter enkele nationale en internationale activiteiten voor bètastudenten.

## Geschiedenis
De Leidsche Flesch werd op 25 april 1923 opgericht door een groep jongerejaars-studenten die hiertoe aangezet waren door Paul Ehrenfest. De naam verwijst naar de Leidse fles, een type condensator, en wordt nog altijd gespeld volgens de destijds officiële Spelling-De Vries en Te Winkel. De vereniging was gericht op studenten in de kandidaatsfase aan de Faculteit Wis- en Natuurkunde in de richtingen A tot en met E, overeenkomstig met de studies Wiskunde, Natuurkunde en Sterrenkunde nu.
Ehrenfest heeft zich sinds zijn aanstelling als hoogleraar aan de Leidse universiteit in 1912 ook buiten de colleges om bezig gehouden met de academische ontwikkeling van zijn studenten. Zo begon hij datzelfde jaar nog met de organisatie van zijn woensdagavondcolloquium, waar ook getalenteerde studenten waren uitgenodigd. Ook werd er door zijn inspanning in het Natuurkundig Laboratorium van de universiteit de leeszaal "Bosscha" geopend, vernoemd naar Johannes Bosscha jr. door K.A.R. Bosscha die het startkapitaal schonk. Deze leeskamer groeide snel uit tot een werk- en ontmoetingsplek voor alle wis- en natuurkundigen aan de universiteit. Daarnaast blies hij nieuw leven in het Natuurkundig vakdispuut Christiaan Huygens (opgericht in 1888), waar studenten in de doctoraalfase tijdens de maandelijkse vergadering lezingen gaven en discussieerden over de natuurkunde. Ehrenfest moedigde studenten aan lid te worden van en was zelf was regelmatig bij de vergaderingen aanwezig, waar hij de studenten scherp hield door soms fel commentaar te leveren.
De oprichters van De Leidsche Flesch waren niet alleen geïnspireerd door de methodes van Ehrenfest, maar kregen direct ook zijn steun. Dankzij de medewerking van Ehrenfest kon De Leidsche Flesch gebruik maken van de leeszaal “Bosscha” voor bijeenkomsten. Hier gaven oudere leden wekelijks voordrachten die ten doel hadden de jongerejaars te helpen met de collegestof. Daarnaast waren er op vrijdagen bijeenkomsten waarbij meer geavanceerde onderwerpen, zoals de kwantummechanica, werden behandeld. Ehrenfest gaf hier regelmatig zelf lezingen en George Uhlenbeck, die bij Ehrenfest promoveerde, gaf leiding aan een discussiegroep. Op de bijeenkomsten van De Leidsche Flesch was Ehrenfest ook op zoek naar veelbelovende studenten, en wanneer hij afwezig was gaf hij aan een ouderejaars de opdracht hem te rapporteren wanneer een student blijk van talent gaf: deze studenten, waaronder Hendrik Casimir, kregen dan een uitnodiging naar het prestigieuze woensdagavoncolloquium.
In de jaren 30 werden er ook excursies georganiseerd en in 1932 werd door De Leidsche Flesch initiatief genomen tot het openen van een koffietafel in de leeszaal “Bosscha” waar studenten elke middag warme dranken konden kopen. Dit idee is waarschijnlijk afkomstig van Ehrenfest, die al in 1929 pleitte voor het openen van universitaire lunchgelegenheden voor studenten die buiten Leiden woonden. Het succes van "De Koffieflesch" heeft tot navolging geleid: zo heeft de Leidse tak van de International Student Service (ISS) in 1933 een universiteitsbrede koffiegelegenheid geopend.
In de jaren na de Tweede Wereldoorlog bleef de focus van de vereniging onder invloed van de Civitas-gedachte vakinhoudelijk. Zo ontstonden er binnen de vereniging werkgroepen die, onder leiding van enkele ouderejaars, aanvulling boden op de colleges. Daarnaast werden excursies naar bedrijven georganiseerd en in 1956 de eerste studiereis, naar Parijs. Vanaf het eind van de jaren 50 kwam er ook aandacht voor gezelligheidsactiviteiten als gezamenlijke lunches en borrels.
In 1960 richtte De Leidsche Flesch een studieraad op om binnen de universiteit het studentenbelang te behartigen. Dankzij de inmenging van deze raad begon de subfaculteit Wis- en Natuurkunde met het organiseren van werkcolleges op basis van de binnen De Leidsche Flesch al langer bestaande werkgroepen. Daarbij ging De Leidsche Flesch door met het organiseren van mentorgroepen: eerstejaars werden hierbij in groepjes door ouderejaars leden, mentoren, wegwijs gemaakt binnen hun studie. Ook begon De Leidsche Flesch in 1966 met het organiseren van een eerstejaarsweekend aan het begin van het collegejaar om eerstejaarsstudenten bij de vereniging te betrekken. Zowel het mentorgroepen-systeem als het eerstejaarsweekend bestaat tot op de dag van vandaag in vrijwel dezelfde vorm.
In de jaren 70 verkeerde De Leidsche Flesch door een teruglopend ledental in zwaar weer. Mede dankzij de inzet van enkele leden en het ontstaan van de studie Informatica in Leiden in 1982, waarvan de studenten ook lid van de Flesch werden, kon opheffing voorkomen worden. De daaropvolgende periode werd gekarakteriseerd door een langzame groei, totdat in 2005 vanuit de universiteit voltijds-bestuursbeurzen beschikbaar gesteld werden waardoor het bestuur meer tijd in de vereniging kon steken. In combinatie met de opening van de zogenaamde FooBar als vaste locatie voor activiteiten leidde dit tot een nieuwe periode van groei.

## Lieve Maria
In 2006 is De Leidsche Flesch een protestactie begonnen tegen de hervormingsplannen van Maria van der Hoeven, de toenmalige minister van OC&W, waarbij het aantal uren wiskundeles aan het vwo drastisch verlaagd zou worden. Op de website lievemaria.nl was een open brief te lezen die door veel andere studieverenigingen uit het hele land werd ondertekend. De actie kon rekenen op steun vanuit allerlei belangenorganisaties en heeft er uiteindelijk voor gezorgd dat er minder wiskunde-uren geschrapt zijn uit het curriculum.

## Activiteiten
De Leidsche Flesch is aangesloten bij meerdere overkoepelende organen, namelijk het SPIN (Studenten Physica in Nederland), WISO (Wiskunde en Informatica Studieverenigingen Overleg) en SNiC (Stichting Nationaal Informatica Congres). In samenwerking met deze groepen draagt de studievereniging bij aan het organiseren van nationale en internationale activiteiten waaraan studenten aan verschillende universiteiten deelnemen. In samenwerking met de andere studieverenigingen van de Faculteit der Wiskunde en Natuurwetenschappen in Leiden zijn initiatieven zoals de jaarlijkse bètabanenmarkt opgezet.
Zo heeft De Leidsche Flesch in 1991 het Nederlands Kampioenschap Programmeren (NKP) opgezet als nationale voorronde van de internationale programmeerwedstrijden georganiseerd door de Association for Computing Machinery (ACM). Deze voorronde wordt sindsdien telkens in een andere universiteitsstad georganiseerd, en in 2005 hernoemd tot het Benelux Algorithm Programming Contest (BAPC). Jaarlijks organiseert De Leidsche Flesch de Leidse voorronde voor het BAPC.
In 2015 heeft De Leidsche Flesch, middels de geaffilieerde stichting Fysische en Mathematische Activiteiten, de tweede editie van de internationale natuurkundewedstrijd PLANCKS georganiseerd: de eerste editie hiervan was het jaar ervoor door de Utrechtse studievereniging A-Eskwadraat georganiseerd. Deze wedstrijd is ontstaan als initiatief van het SPIN, om studenten uit verschillende landen bij elkaar te brengen op dezelfde manier als dat binnen Nederland al langere tijd gebeurde bij de Nederlandse natuurkundewedstrijd PION. Na deze twee Nederlandse edities is het PLANCKS jaarlijks georganiseerd door studenten in andere landen, onder toezicht van de International Association of Physics Students.
Daarnaast organiseert de vereniging om het jaar een publiek toegankelijk symposium en voor haar leden jaarlijks een studiereis en verschillende lezingen, excursies, borrels en andere activiteiten.

## Disputen
Binnen De Leidsche Flesch bestaan en bestonden er verschillende disputen, kleinere subverenigingen die meestal bestaan uit leden met een gemeenschappelijke interesse. Het eerste dispuut van De Leidsche Flesch was Q.E.D., opgericht op 20 februari 1953 als vakdispuut voor de Wiskundestudenten, die binnen de vereniging in de minderheid waren. Na de oprichting van Bolwerk-μ in 1956 was het hek van de dam en vanaf 1958 kwamen er steeds meer disputen bij en in de jaren 60 waren er maar liefst tien actieve disputen. Deze disputen zijn in het begin van de jaren 70 verloren gegaan, en op een paar kortdurige pogingen in de jaren 80 na werd het dispuutsleven pas in 1993 weer opgepakt met de oprichting van het L.A.D. “F. Kaiser” vernoemd naar Frederik Kaiser, de grondlegger van de Oude Sterrewacht.
De actieve disputen van De Leidsche Flesch zijn:
- Leidsch Astronomisch Dispuut “Frederik Kaiser” (opgericht 1 maart 1993)
- Beste Reizigersch (opgericht 14 oktober 2021)

## Bekende alumni
- Paul Ehrenfest
- Cor Gorter (aankomstjaar 1923)
- Jan Tinbergen (aankomstjaar 1923)
- Bart Jan Bok (aankomstjaar 1924)
- Egbert van Kampen (aankomstjaar 1924)
- Pieter Oosterhoff (aankomstjaar 1924)
- Hendrik Casimir (aankomstjaar 1926)
- Johannes Haantjes (aankomstjaar 1927)
- Tom Gehrels (voorzitter 1949-’50)
- Alexander Ollongren (aankomstjaar 1947, voorzitter 1951-’52)
- Ronald Venetiaan (aankomstjaar 1955)
- Paul Verhoeven (aankomstjaar 1956)
- Jo Hermans (aankomstjaar 1959; erelid sinds 2002)
- Pieter Winsemius (aankomstjaar 1960)
- Dirk van Delft (bestuurslid 1972-’73)
- George van Hal (oprichter en hoofdredactie verenigingsperiodiek in 2003-'04, aankomstjaar 1999)
- Henri Bontenbal (aankomstjaar 2001)